# Mercè Riba i Romeva
Mercè Riba i Romeva (Barcelona, 8 de juliol de 1952) és una escultora, gravadora i dibuixant catalana que ha realitzat la major part de la seva obra artística dins de la figuració, majoritàriament expressada a través de l'escultura i del gravat calcogràfic.

## Biografia
Mercè Riba és la cinquena filla d'una família de nou germans, entre els quals hi ha el cantautor Pau Riba i l'enginyer Carles Riba i Romeva. És neta per via materna de Pau Romeva, fundador d'Unió Democràtica de Catalunya, i per via paterna dels poetes Carles Riba i Bracons i Clementina Arderiu. També és besnéta d'Antoni Riba. És neboda d'Oriol Riba, tia de Caïm Riba.
Estudià batxillerat a l'escola catalanista i liberal Isabel de Villena, Escultura a l'Escola Massana,(1968-76), i a la Facultat de Belles Arts de Barcelona la modalitat de pintura i escultura, on s'hi va llicenciar l'any 1980. En uns baixos del barri de Gràcia de Barcelona, juntament amb els artistes Ángel Camino i Carles Mauricio, forma el Taller Nou, espai de creació i d'exposició de les respectives obres, on aprèn les tècniques del gravat calcogràfic.
L'any 1973 es casa amb Jaume Torrent, advocat i escriptor, amb qui té tres fills: Daniel, pintor i il·lustrador (1974), Mercè, tècnic tributari i editora (1980) i Guillem, arquitecte (1982). A partir de l'any 1980, juntament amb la seva família, es trasllada a viure a un petit poble rural de l'Alt Empordà, on instal·la el taller.

## Obra
Mercè Riba entronca amb tota una línia, potent, densa, de la història de l'art, que té com a objectiu l'home, des de la seva individualitat, i tot allò que el condiciona, que el marca, que no li deixa desenvolupar les seves potències interiors. Ella, el seu art, entronca amb una gran part de l'expressionisme històric, amb aquell conjunt d'artistes que no els movia una preocupació d'estil, de llenguatge, sinó que se sentien, se senten, lligats al seu moment. I no tan sols en són un testimoni inquietant, sinó que a la vegada en són fiscals, en un judici íntim, en el qual tots tenim el nostre paper.
Mercè Riba, en aquests moments en què una bona part de l'art es decanta cap a l'espectacle i el buit, ens torna a un moment en el qual la passió íntima enllaça amb la societat i amb l'art. Per això la seva obra ens colpeix interiorment. I es converteix en consciència social.
Francesc Miralles

Historiador de l'Art
Mercè Riba ha consolidat un estil personal, expressionista, fent del moviment i de l'emoció el seu vehicle principal d'expressió artística.

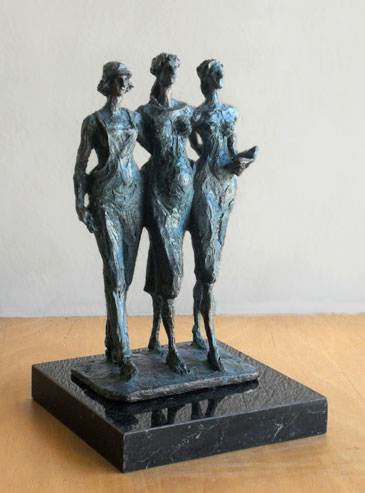
Guardó Premi Aurora Gómez CCOO. Mercè Riba escultora.

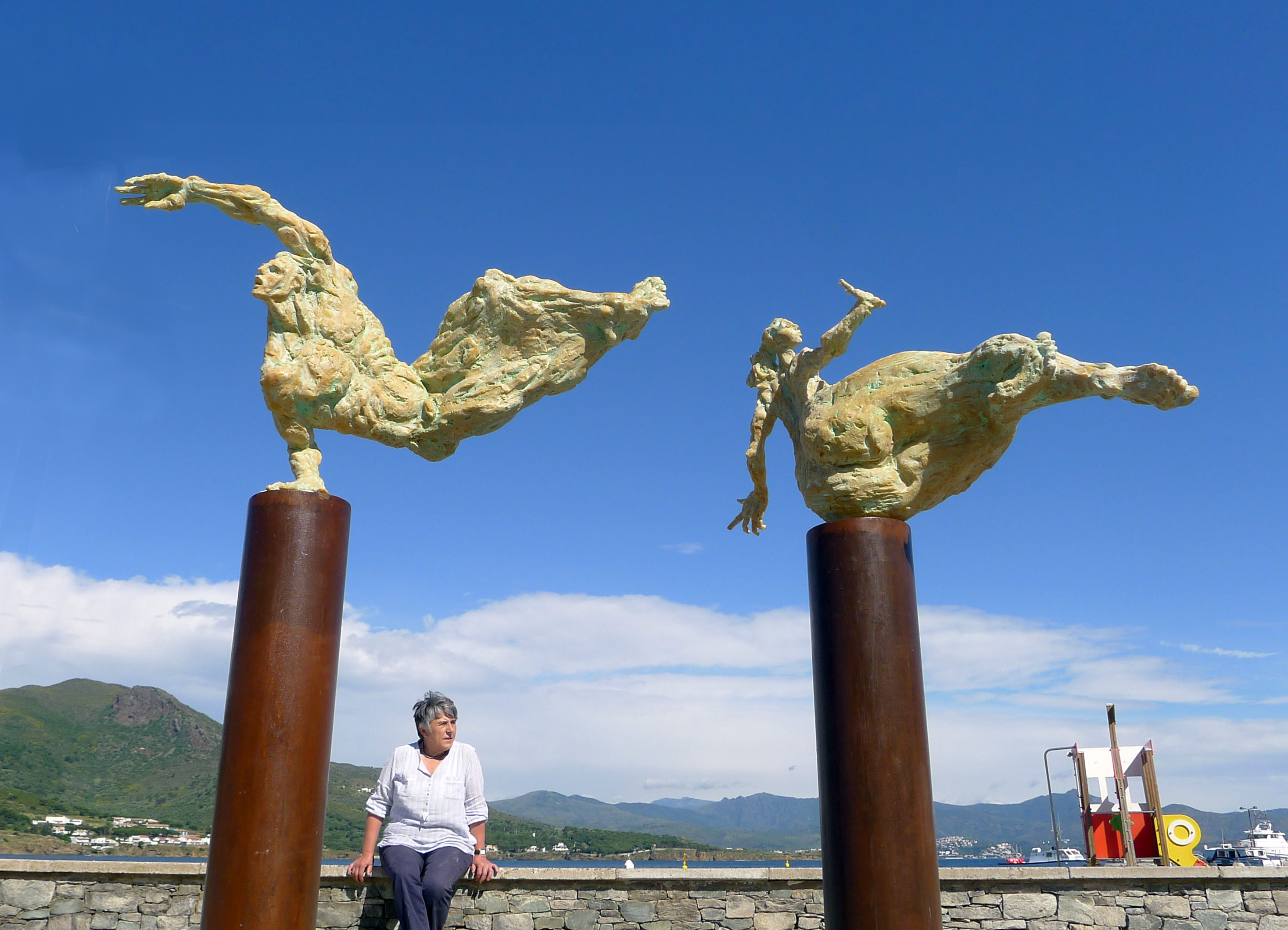
'Segons bufa el vent'.Tramuntanart. Port de la Selva. Mercè Riba, escultora.

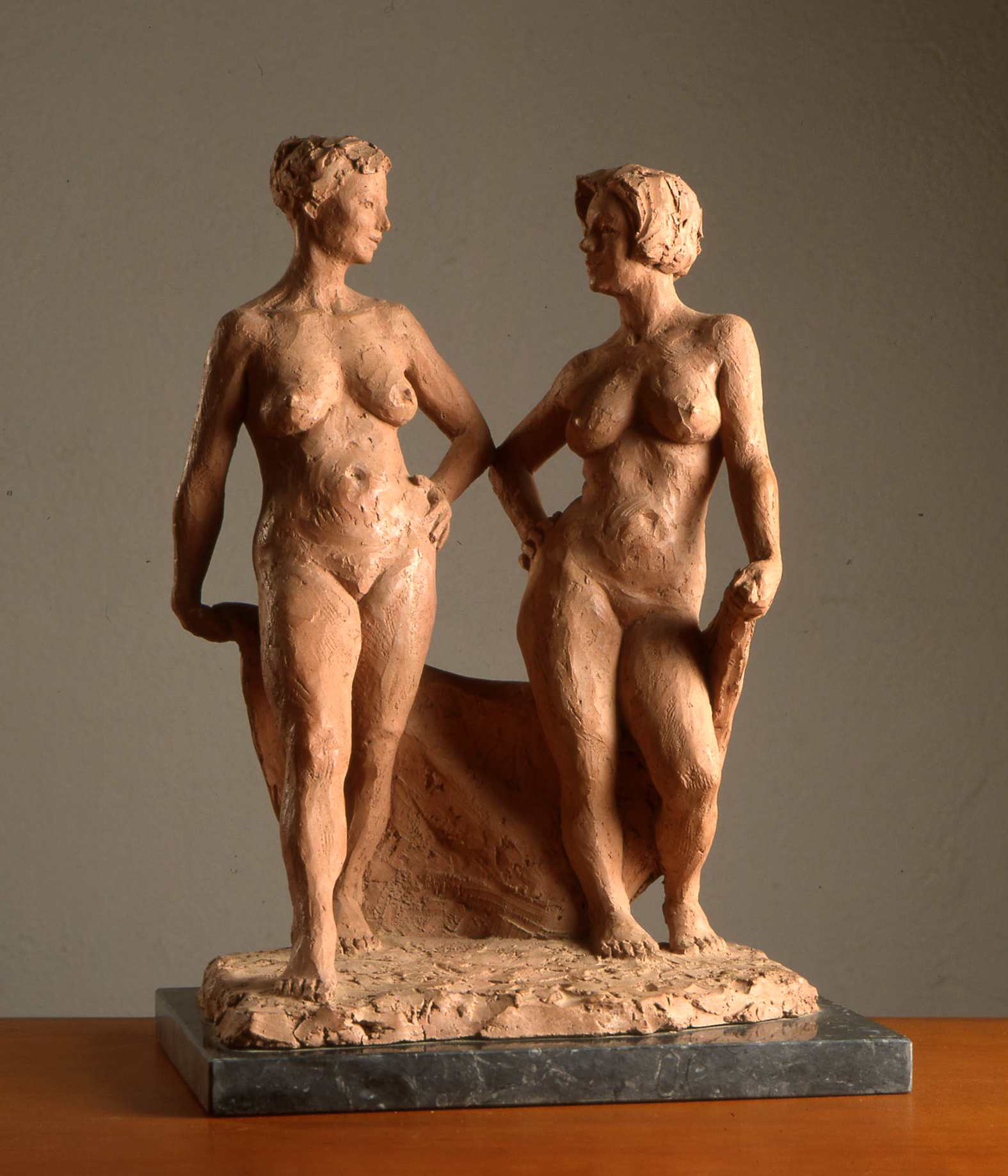
Obra '40 anys'. Mercè Riba, escultora.

La temàtica de seves primeres obres està intrínsecament lligada  al que està experimentant en la seva quotidianitat: terracotes i bronzes a l'entorn de la gestació, l'adolescència, la complicitat entre dones, etc.
Mercè Riba coneix i valora les tècniques tradicionals de l'ofici d'escultor i bona part de la seva obra està materialitzada en terracota, fusta i bronze. Segueix experimentant amb nous materials, modelant directament amb resines, en les quals barreja marbre que li faciliten la realització d'obres de gran format com el El minotaure, El maco-nu, Créixer o Segons bufa el vent.
Exposa regularment a la Galeria Tuset (Barcelona), Palau de Caramany (Girona), Galeria Carlos Lozano (Cadaqués) i altres espais de França, Suïssa, Luxemburg, Edimburg, Bèlgica i Estats Units. Té obra pública a diverses localitats de Catalunya, com ara Sant Jordi i el drac (a la plaça Catalunya de Figueres), El llançador de Llampaies (a la plaça Nova de Llampaies) o Josep Irla (a la plaça Josep Irla i Bosch de Girona).
El seu interès per la introspecció i els processos psicològics la fa entrar en contacte amb les línies emergents de teràpia psico-corporal i, durant vint anys, simultanieja l'activitat artística amb la de terapeuta morfo-analista (1991-2011).
El contacte amb vivències i sentiments humans profunds marca un gir en la seva temàtica, que encara sentiments no tan tangibles com ara la fragilitat humana, l'opressió o la necessitat de trencar barreres, incorporant en la seva figuració expressionista materials diversos com són la fusta, el ferro o elements simbòlics trets de la quotidianitat, com per exemple rodes de bicicleta. D'aquesta època és la sèrie de bronzes Caixes, que en gravat anomena Perduts en l'univers.
L'any 2012, juntament amb d'altres socis, funda l'editorial independent Edicions Cal·lígraf, amb seu a Figueres, de la qual és editora artística, fent portades i il·lustracions per a alguns dels llibres publicats.
A l'any 2015 obté la Menció d'honor en la 3ª Biennal Internacional mulheres d'artes, d'Espinho (Portugal).
Com a gravadora i il·lustradora, ha fet diversos llibres de bibliòfil, com ara Els contes comestibles, de Jaume Torrent.

## Obra pública[12]
Mercè Riba és autora de diverses obres públiques, entre les quals destaquen Sant Jordi i el drac (plaça Catalunya de Figueres, 2011), El llançador de Llampaies (plaça Nova de Llampaies, 2007), Josep Irla (plaça Josep Irla i Bosch de Girona, 2006), Sant Llehí (Sant Antoni de Vilamajor, 2005) o El poeta, escultor de la paraula (plaça Salvador Espriu de Sant Fruitós de Bages (2004).
Així mateix, Mercè Riba va crear el Crist, talla de fusta, i la Marededéu, terracota policromada, ambdós a Sant Antoni de Vilamajor.
D'altres peces destacades són el Peix de colors, en marbre i resina de polièstern(1999) i  Cal·líope, marbre i resina de polièster (1998), ambdues a l'Ajuntament de Sant Esteve Sesrovires; La noia del llac, font en marbre i resina de polièster, a Sant Andreu de Llavaneres (1997) i la Figura alada, escaiola armada, instal·lació al Claustre de la Mercè de Girona (1993).

## Principals exposicions
| 2023 | Galeria Tuset, Barcelona. Col·legi d’Advocats de Figueres, Figueres Església de Sant Pere de Vilamajor,Barcelona Galeria Toc Art, Tarragona Batecs, Ca l'Anita, Roses El plaer de llegir, Fundació Fita, Girona |
| 2021 | Intangible, Ca l'Anita, Roses Fundació Salut Empordà. Hospital de Figueres Galeria Abartium, Calldetenes, Barcelona                                                                                             |
| 2019 | Escultures al Claustre, Centre la Mercè. Girona Ponts.22.44.66. Dual Galeria d'Art. Girona |
| 2017 | 4.ª Bienal Internacional mulheres d'artes, Espinho, Portugal Galeria Abartium, Calldetenes, Barcelona |
| 2015 | Palais des Congrès G. Pompidur, Perpignan, FRANÇA |
| 2014 | Casa de la vila, Vilafant, Girona |
| 2013 | Balanç, ArtAcasa, Barcelona Espace Points de Vue, Lauzerte, FRANÇA |
| 2009 | Palais des Congrès G. Pompidur, Perpignan, FRANÇA |
| 2008 | Metamorfosis, Galeria Tuset, Barcelona. |
| 2005 | Galería de la Riba, Cadaqués, Girona. Nau Côclea, Camallera, Girona |
| 2004 | Galeria Tuset, Barcelona. ( imatge Maison de l’Avocat, Nîmes, FRANÇA |
| 2002 | Galeria Tuset, Barcelona. Col·legi d’Advocats de Figueres, Figueres Església de Sant Pere de Vilamajor,Barcelona Galeria Toc Art, Tarragona.                                                                    |